# Alleanza del Lavoro
L'alleanza del lavoro fu una coalizione ideata nel 1922 fra forze proletarie. Organizzò l'antifascista sciopero legalitario del 1922.

## Storia
Costituita dal Sindacato Ferrovieri, nacque a Roma durante una riunione delle organizzazioni durata dal 18 al 20 gennaio 1922.
I membri della coalizione furono:
- Confederazione Generale del Lavoro
- Unione Sindacale Italiana
- Unione Italiana del Lavoro
- Federazione Italiana dei Lavoratori del Mare

Nell'estate del 1922 l'Alleanza organizzò lo sciopero legalitario per protestare le violenze fasciste. Lo sciopero ebbe la maggior partecipazione a Milano, Torino e Genova. Gli squadristi risposero con violenze e occupazioni ai danni dei sindacati.
Fra attacchi vari, che causarono anche la morte di alcuni esponenti, incendi a giornali quali l'Avanti!, e dissidi interni al movimento, fu sciolta nel mese di agosto del 1922.

## Scopi
Era nata con l'intento di opporsi alle forze coalizzate reazionarie, per una maggiore libertà di pensiero ed economica.